# Arvigna
Arvigna är en kommun i departementet Ariège i regionen Occitanien i södra Frankrike. Kommunen ligger  i kantonen Pamiers-Est som ligger i arrondissementet Pamiers. År 2022 hade Arvigna 237 invånare.

## Befolkningsutveckling
Antalet invånare i kommunen Arvigna
Referens: INSEE

## Galleri

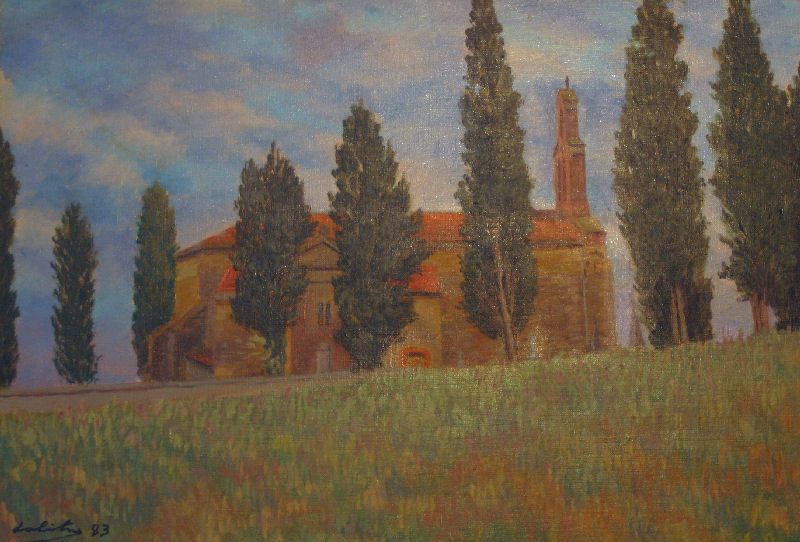
Église d'Arvigna 1983
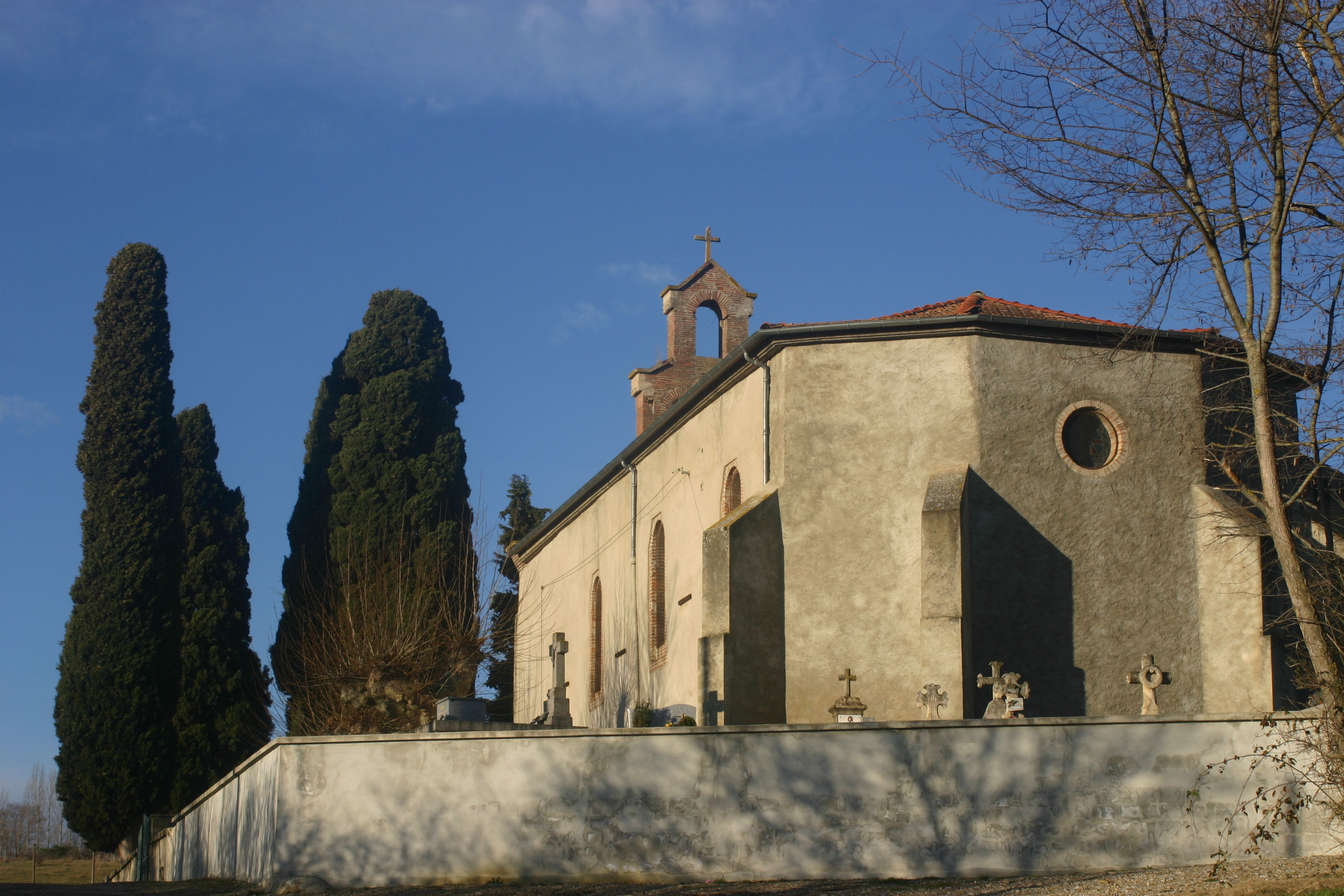
Église d'Arvigna
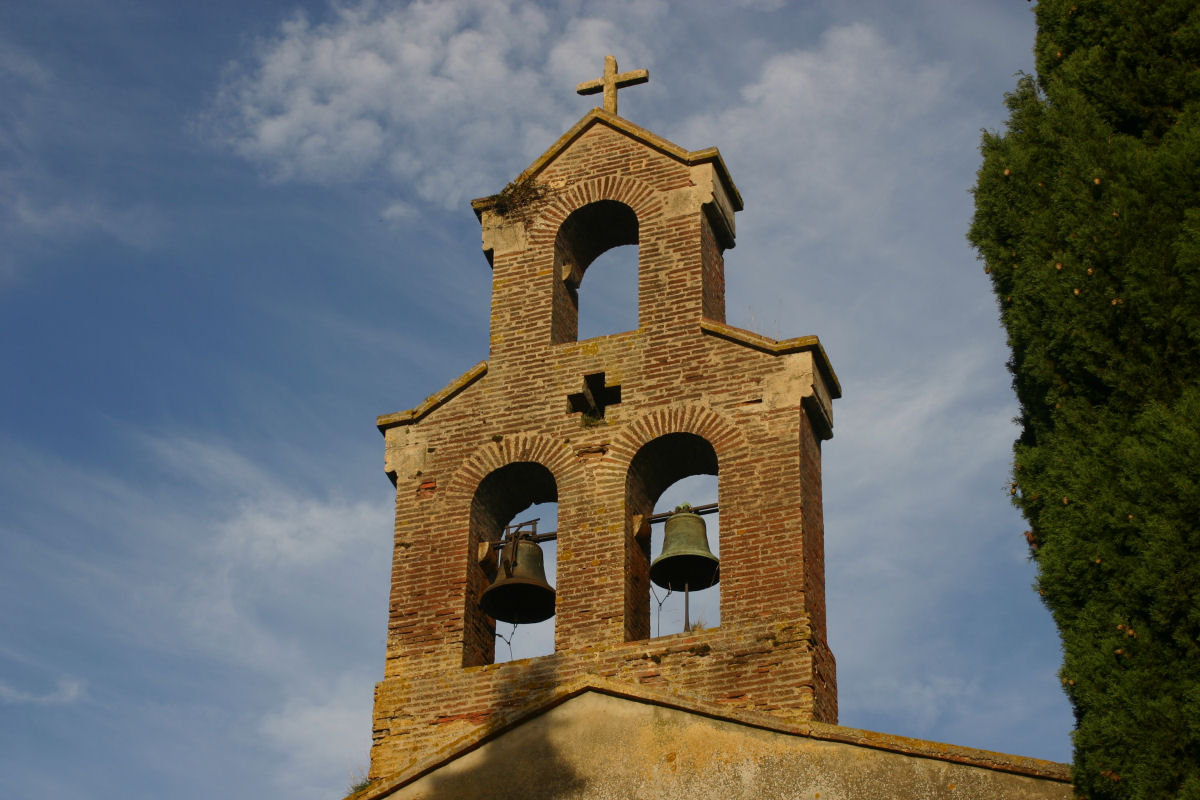
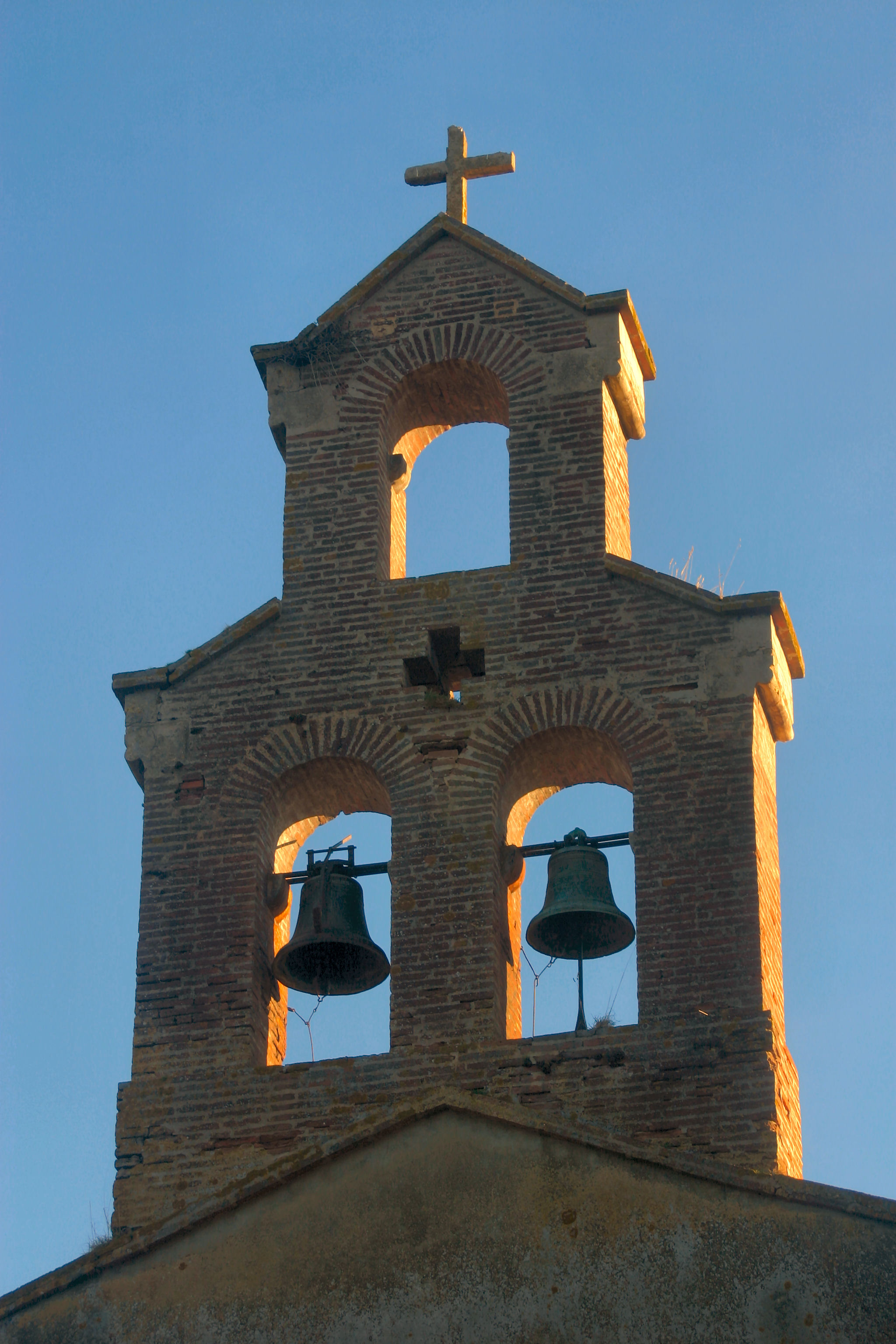
Église d'Arvigna
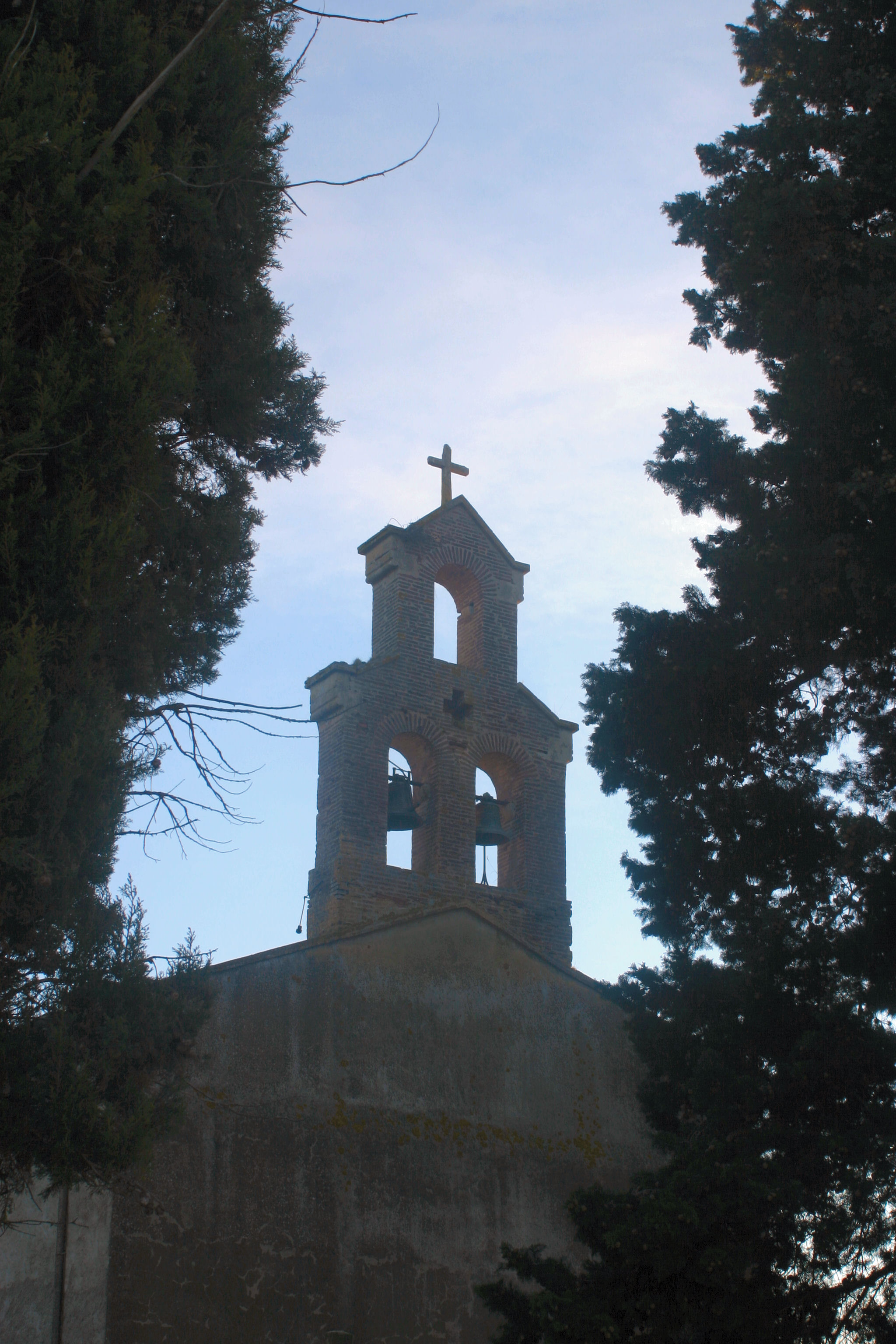
Église d'Arvigna